# Johann Nepomuk Hautle
Johann Nepomuk Hautle (* 29. September 1792 in Appenzell; † 8. März 1860 ebenda) war ein Schweizer Politiker. Von 1848 bis 1857 gehörte er dem Nationalrat an.
Der Sohn des gleichnamigen Arztes und Politikers arbeitete als Landwirt. 1815 war Hautle als Leutnant des eidgenössischen Bundeskontingents in Basel stationiert. Die Landsgemeinde wählte ihn 1827 in die Standeskommission, die Innerrhoder Kantonsregierung, in welchem er als Landesfähnrich für Justiz, Polizei und Militär zuständig war. Ein Jahr später setzte die Landsgemeinde sämtliche Regierungsmitglieder mit aristokratischer Gesinnung ab. Nur Hautle wurde bestätigt und übernahm daraufhin bis 1840 das Amt des Statthalters. In den Jahren 1835 und 1839 vertrat er seinen Kanton als Abgesandter an den Tagsatzungen. Im Oktober 1848 kandidierte Hautle bei den ersten Nationalratswahlen und wurde zum ersten Innerrhoder Nationalrat gewählt. Er schloss sich der katholisch-konservativen Gruppe an, 1857 trat er zurück.